# Richard D. James Album
Richard D. James Album è un album del musicista irlandese Richard D. James, pubblicato nel 1996 con lo pseudonimo Aphex Twin.
L'album, integralmente registrato con l'utilizzo di sintetizzatori digitali e software virtuali, generò clamore fra la critica, tanto da essere inserito in 40ª posizione nella classifica dei Migliori album degli anni '90
L'album contiene una serie di suoni provenienti dal minicomputer Sinclair ZX Spectrum: uno proveniente da un programma lettore di cassette audio, e altri effetti sonori presenti nel gioco Jetpac. Il rumore presente nel brano Carn Marth è il suono del caricamento dati del gioco Sabre Wulf, mentre la traccia Peek 824545201 contiene la parte iniziale di Starstrike 3D. Nel brano Logan Rock Witch James ha campionato il suono di un giocattolo per bambini utilizzandolo come batteria. Molti dei brani, tra cui il singolo Girl/Boy Song contengono suoni di chitarre alterati e distorti.
La versione inglese dell'album è stata accorciata rispetto alla versione originale, la cui durata era di un'ora, presumibilmente perché James riteneva che qualcosa di così lungo sarebbe risultato noioso e ne avrebbe deconcentrato dall'ascolto approfondito.
Tra le curiosità, Warp Records, all'uscita dell'album nel Regno Unito, aggiunse bustine di plastica trasparenti richiudibili e numerate a mano contenenti ciocche di capelli di Richard D James stesso, per un totale di 100 copie tra versioni promozionali e destinate alla vendita.

## Utilizzo in spot pubblicitari
Molti brani dell'album sono stati utilizzati in diversi spot pubblicitari inglesi. To Cure a Weakling Child è stato usato per una campagna pubblicitaria della compagnia di telefonia mobile Orange SA sulle reti televisive britanniche.
Il brano 4 è stata utilizzato in uno spot pubblicitario anti-droga e per gli Special Olympics dal Governo statunitense, mentre Girl/Boy song in uno spot della Bank of America.

## La critica
Molti critici musicali parlarono dell'album. Il Pitchfork recitava «43.5 minuti di puro genio elettronico». 
Jason Fine del Rolling Stone commentava che l'album «combina fortissimi bassi con frammenti melodici e rumori casuali in un elegante e inquietante pop futuristico»

## Titoli dei brani
Carn Marth è spesso, anche se in modo non corretto, chiamato "Corn Mouth" a causa della grafia sbilenca di James sulla track-list. Il brano prende il nome da una collina in Cornovaglia, nel Regno Unito. Logan Rock Witch è anche una famosa roccia trovata in Cornovaglia (Logan Rock), ed è anch'essa vittima di errori di ortografia (a causa della scritta sul retro) come "Logl / Rock Witch" o "Logon Rock Witch". Goon Gumpas è un villaggio situato nei pressi di Redruth. I brani INKEY $ e Peek 824545201 prendono il nome da parole chiave del linguaggio di programmazione BASIC Sinclair Spectrum.

## Tracce

### Versione europea
1. 4 - 3:37
2. Cornish Acid - 2:14
3. Peek 824545201 - 3:05
4. Fingerbib - 3:48
5. Carn Marth - 2:33
6. To Cure a Weakling Child - 4:03
7. Goon Gumpas- 2:02
8. Yellow Calx- 3:04
9. Girl/Boy Song - 4:52
10. Logan Rock Witch - 3:33

### Bonus track versione USA, Canada e Australia
1. Milkman - 4:09
2. INKEY$ - 1:24
3. Girl/Boy (£18 Snare Rush mix) - 1:57
4. Beetles - 1:31
5. Girl/Boy (Redruth mix) - 1:37